# ارو اسپورت
ارو اسپورت (به انگلیسی: Arrow_Sport) یک هواگرد ملخ‌پیشین تک‌موتوره از نوع ورزشی ساخت شرکت Arrow Aircraft and Motors است. هواگرد ارو اسپورت نخستین پروازش را در ۱۹۲۶ میلادی انجام داد. در مجموع، تعداد ۱۰۰ فروند از این هواگرد ساخته شده‌است.
طراح این هواگرد، Sven Swanson بود.